# Rarotonga

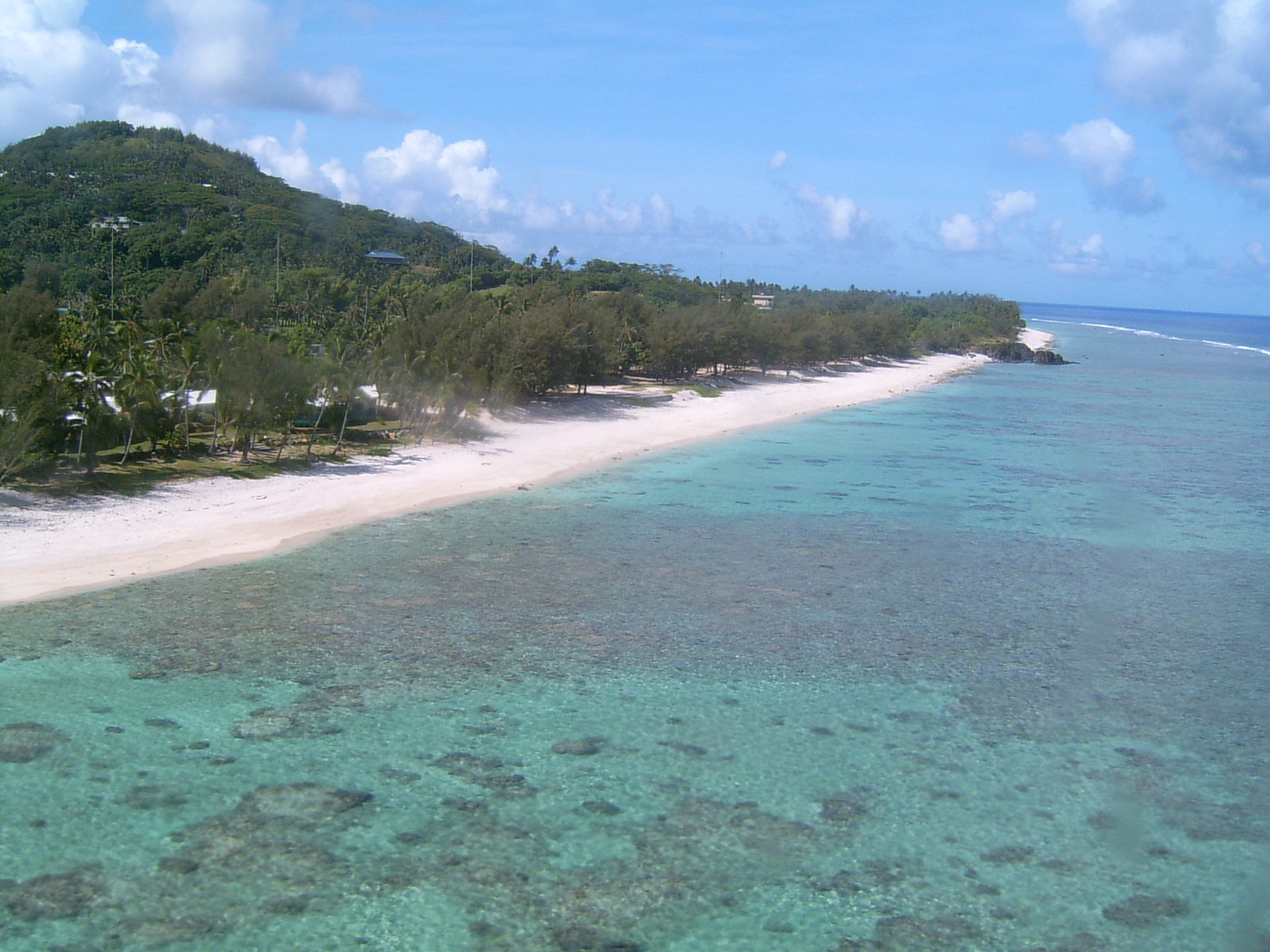
Het witte strand van Rarotonga

Rarotonga is een eiland behorend tot de Cookeilanden in de Grote Oceaan, waarop zich de hoofdstad Avarua bevindt. Het is het dichtstbevolkte eiland met een oppervlakte van ongeveer 67 km² en het grootste van de 15 Cookeilanden. De archipel is een onafhankelijke staat met een vrijwillige associatie met Nieuw-Zeeland. Rarotonga heeft 14.153 inwoners (volkstelling 2006): ongeveer 70 procent van de totale bevolking van de Cookeilanden.

## Geografie
Rarotonga is een vulkanisch Zuidzee-eiland, voornamelijk gevormd uit basalt van 1,1 tot 3,64 miljoen jaar oud. Centraal op het eiland bevindt zich een keten met steile bergen. De hoogste top is Te Manga, met een hoogte van 652 meter. Rivieren hebben hierin diepe dalen en kloven uitgesleten.
De kustvlakte is smal met een breedte van een paar honderd meter tot 2 kilometer. Hierover loopt rond het eiland een 31 kilometer lange weg die alle nederzettingen ontsluit. Het eiland is omgeven door een bijna gesloten koraalrif dat rondom een turkoois gekleurde lagune ligt. Het rif heeft zes doorgangen die slechts beperkt begaanbaar zijn voor boten. Bij de hoofdplaats Avarua zijn er twee doorgangen kunstmatig verbeterd, ten behoeve van vracht- en vissersschepen.
In noordwesten ligt een luchthaven voor internationaal luchtverkeer.
Alle nederzettingen en landbouwgebieden liggen in de smalle kuststrook. Typisch voor het landschap van dit kustgebied zijn afwisselend akkerland, braakliggende gronden en plantages mangobomen, broodboom, citrusvruchten en de Tahitiaanse kastanje (Inocarpus fagifer). Verder worden ook yamwortel en taro gekweekt, vooral in de vochtige en vruchtbare valleien. De kokospalm is de basis voor een kleine kopraproductie.
Het klimaat is tropisch warm en vochtig met slechts kleine verschillen tussen de seizoenen en een betrekkelijk constante temperaturen rond de 25 °C. De natste maanden zijn januari tot april. De buien zijn meestal hevig, maar duren nooit lang.

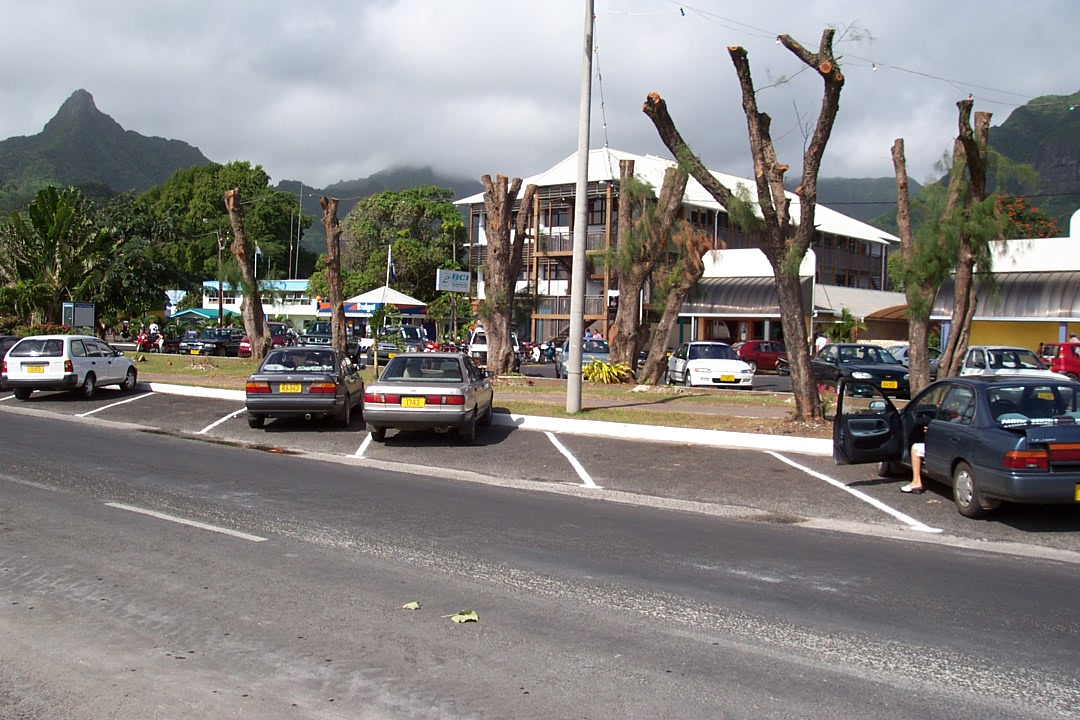
De hoofdstraat van Avarua

Avarua, de hoofdstad van de Cookeilanden, ligt aan de noordkust. De plaats heeft 2000 inwoners en heeft de sfeer van een rustig dorp. Van de oorspronkelijke, in koloniale architectuur opgetrokken gebouwen is weinig overgebleven. Nu domineren sobere, moderne gebouwen die echter zijn omgeven door veel tropisch groen.

## Flora
De flora van het kustgebied is volledig veranderd door eeuwenlange menselijke bewoning. De onbebouwde gebieden zijn meestal begroeid met laag struikgewas en secundair regenbos of met varens, vooral Dicranopteris linearis (orde: Gleicheniales). Boven dit cultuurlandschap met een lage vegetatie - die ook nog eens door meerdere branden is gehavend - verheft zich relatief ongestoord regenbos op de berghellingen waarin drie verschillende klimaatzones kunnen worden onderscheiden.
Eerst zijn daar de tot 20 m hoog groeiende Homalium acuminatum bomen. Daarboven liggen het wat lager blijvende Fagraea- en Fitchia-bos, waarin vooral de prachtige rode bloesems van Fitchia speciosa opvallen. In de bovenste zone groeit het Metrosideros bos met vooral Metrosideros collina (Mirtefamilie).
Op Rarotonga groeit ook een inheemse soort orchidee: Habenaria amplifolia.

## Fauna
De zoogdieren werden op een na allemaal ingevoerd door de mens. De Pacifische rat kwam mee met de eerste Polynesische kolonisten, later kwamen varkens, paarden, geiten en andere dieren mee met de Europeanen.
De inheemse landdieren zijn insecten en slakken. Onder de vogels is er de endemische rarotongajufferduif Ptilinopus rarotongensis en de rarotongamonarch (Pomarea dimidiata). Er komt slechts één endemisch zoogdier voor, de tongavleerhond (Pteropus tonganus).

## Geschiedenis
Over de kolonisatie van het eiland in prehistorische tijden bestaat geen consensus. Het eiland is vermoedelijk tussen 700 en 200 v. Chr. vanuit Tonga en Samoa gekoloniseerd.
Rarotonga is in 1813 door de Europeaan Theodore Walker, schipper van de schoener Endeavour, ontdekt. Hij is echter niet aan land gegaan. De eerste Europeanen die voet aan wal zetten op Rarotonga waren de bemanning van de schoener Cumberland een jaar later.
In 1821 landde de missionaris van de London Missionary Society John Williams op het eiland. Met hulp van predikanten en onderwijzers uit Tahiti werd het eiland gekerstend.
Later kwamen ook nog walvisvaarders en die brachten alcohol, vuurwapens en besmettelijke ziekten mee waarvoor de inheemse bevolking zeer gevoelig was.
In 1888 werd het een Brits protectoraat. In de 20ste en 21ste eeuw kreeg het een eiland een toeristische infrastructuur. Het heeft diverse bezienswaardigheden.